# Боговињско језеро
Боговињско језеро (мкд. Боговињско Езеро, локално: Богоњско Езеро) највеће је од укупно 27 ледничких језера колико их укупно има регистрованих на Шар-планини.

## Географија
Шар-планина на којој се налази Боговињско језеро смештена је на граници Србије, Северне Македоније и Албаније. Она по својим основним морфотектонским особинама, припада Шарско-пиндском планинском систему, односно Динаридима. Карактерише је пространо било, чија дужина по хоризонталној пројекцији износи 80 до 85 км, односно територијално од Качаничке клисуре на североистоку, са врхом Љуботен, па све до горњег тока Радике и Врутока на југу, територијално тромеђе македонско-албанско-српске границе. Ширина ове планине које је од 20 до 25 км, заузима површину од преко 1.600 km².
Изнад пространог била диже се планински гребен (просечне висине 2.300 м), са бројним врховима (Бакардан 2.700 м, Мали Турчин 2.701 м и Титов врх 2.748 м, који су највиши врхови на Шари, и спадају међу највише врхове Балканког полуострва), и преседлинама, по којима гребен ове планине ствара утисак јаке назупчености.
Орографски Шар-планина се пружа у два правца — део била од Љуботена до Караниколе пружа се правцем североисток — југозапад, док други део, од Караниколе до горњег тока Радике и Врутока правцем север — југ. Овај други део је знатно разуђенији, па и поједини делови стварају утисак засебне целине (средишњи део са Титовим врхом), и као такви носе локалне називе: Бродска планина, Рудока, Враца, Радика планина итд.
Испод самог гребена Шар-планине леже бројни циркови, у којима су се сместила 27 прелепа ледничка језера, позната и као Горске очи, од наведних језера највеће је Боговињско језеро. Испод циркова и из многих језерских долина формиране су дубоко усечене валовске долине, која најчешће представљају изворишта многих река, од којих већи део њих напаја и језера на Шар-планини.

### Географски положај
Боговињско језеро се налази између Брустовца (Бориславец) и Мале Смреке на 1.936 метара надморске висине. Пружа се у правцу југозапад-североисток у дужину од 245 метара. Широко је у највећем делу 210 метара, а највећа дубина језера је 2,2 метара. Површина језера је 66.880 м².
- Поглед на Боговињско језеро са истока
- Поглед на Боговињско језеро са запада

Налази се у каменитом базену веома издуженог облика, са великом разликом у ширини, по чему се умногоме разликује од свих осталих језера на Шар-планини (у западном делу језеро је широко 170 метара, да би се од средини се све више смањивало, тако да је у источном делу широко само 10 метара.
Његове обале су закривљене, прилично разуђене, посебно јужна обала, с највећом деформацијом од 45 метара. Северна обала је мало ужа од јужне, а са обе стране се налази висораван, која је дуж источне обале каменита. Западна обала језера потпуно је трансформисана у мочвару и обрасла је трском и чемериком

### Клима
У погледу климе, Боговињско језеро има занимљиву планинску климу коју карактеришу различите микро и макро климатске варијације, у којима метеоролошки елементи имају своје специфичне дневне и годишње осцилације. Просечна годишња температура је знатно нижа, а дневне и годишње флуктуације температуре су смањене и прилично ублажене. Просечна годишњу температура је од 5,3 °C и за 6 °C. Због велике снаге исијавања снега област око језера изложена је јаком хлађењу, и појави инверзије ваздуха, под чијим утицајем се температура не смањује с надморском висином, већ се повећаваа.
Просечна годишња количина падавина је преко 1.200 мм. Снежни покривач се јавља у просеку од октобра и траје непрекидно до априла, на вишим местима изнад језера и до маја, а постоје места где снег траје током целе године. Просечна висина снежног покривача током скијашке сезоне је 100 – 150 cm, а просечан број дана са снегом током године износи 135 дана, што је одличан услов за развој зимског туризма. Снежне лавине су ретке, али нису у потпуности искључене.
Махом превладавају ветрови са запада, југозапада и југоистока велике брзине, нарочито у зимским месецима. У смислу развоја зимског туризма, ветрови имају негативан ефекат, јер разносе снежни покривач. Бројни врхови који покривају падине смањују њихову брзину, што омогућава дуже задржавање снега.

### Хидрографија
Боговињско језеро има велики број притока које га снабдевају водом. Највећа и најпознатија је, истоимена Боговињска река, која се у језеро улива са једне стране а из њега наставља свој ток са супротне стране и под истим именом тече све до села Боговиње, као једна од притока Вардара у који се улива код села Радиовце.
Језеро прима воду и из неколико извора, од којих су неки смештени на ливади поред самог језера, а окружено је и са неколико слапова, са којих се вода такође улива у језеро
Језеро губи воду испаравањем, подземним и површинским отицањем, а због честих купања оваца језерске воде је мутна. Међутим дотоком воде из великог броја притока, вода се врло брзо пречишћава.

### Географска прошлост и садашњост
Настанак Боговињског језера је везан за претходни ерозиони или акумулациони рад ледника, који је изврио преграђивањем природног водотока ледничким језиком или самим ледником. Настанак овог језера везује се за постглацијалне пределе, долине ледника Шар-планине која је у својој геолошкој прошлост била захваћена глацијацијом.
Важна карактеристика Боговињског језера је та што постоје поуздани подаци да је језеро у прошлости било двоструко веће и да се његова површина смањивала са таложењем седимената. Депонована површина око језера дугачка је 248 метара а обухвата површину од 57.000 м².
Постоји могућност да је језеро уз помоћ људских руку временом и повећавало своју запремину.
Становници села Раковец користе воду из језера за наводњавање, преко ископаних канала, којим воду доводе до својих поља која наводљавају уз помоћ дугих бразди.
- Поглед на језеро
- Поглед на језеро
- Поглед на језеро
- Поглед на језеро и врх Бориславец
- Поглед на са североистока
- Поглед на воду језера

## Народна предања о језеру
О Боговињском језеру Марко Цепенков и Ђорче Петров (1865-1921) записали су неколико народних легенди у 19. веку. Према записима Ђорче Петрова, постоји легенда да је вода извора у селу Рашче (Скопско) на источним падинама планине Жеден, недалеко од Вардара води своје порекло из Боговињског језера, за шта као потврду наводи ову легенду локално становништва: 
| „ | Неки пастир на планини Шари, који је својевремено седео на обали језера и свирао на флури, када је посего за торбом да из ње извади хлеб пала му је флура у језеро. Када се након неког времена вратио кући у село Раше угледао је фрулу како виси на стени. То су сељани протумачили тиме да је фрула доспела воденим путем до извор у селу Рашче који је највероватније био повезан са језером. | ” |

 За ту тврдњу наводно постоје и други докази. На пример онај по коме се у селу Јегуновце, које се налази испод западном подножја Жеден планине, неколико метара од Вардара налази пећина која је била отворена само одозго. Још из даљине можете чути звук воде која тече на дну ове пећине, а ако се погледа кроз отвор може се видети ток воде који иде ка планини. Како се пећина налази десно од Вардара од Шар-планине је одваја Тетовско поље, ово је врло занимљив географски феномен, по коме доста јака вода сизлази са високе планине, сече поље подземним током, пролази испод корита Вардара, пробија широку камениту планину Жеден и појављује се на њеној другој страни. Према Ђорче Петрову, овај феномен заслужује озбиљну пажњу геолога. 
| „ | Тачност ове легенде потврђује проток воде у поменутој пећини и сличност легенди у околним местима на тим просторима. У Рашчу мештани верују да вода долази са Шар-планине, а на планини верују да се вода из језера спушта до Рашче - што не може бити само случајност, јер сељани Рашче и они око језера имају слабе везе и међусобне односе | ” |

## Туризам и еколошка заштита
Нетакнута природа, величина језера, бројни слапови и лака доступност омогућавају у овом делу Шар-планине развој еко-туризма у сваком погледу. У том смислу за почетак је у селу Боговиње основано истоимена еколошка друштво.